# Castillo de Gaztelu Zahar
Castillo construido en 1518 en Irún (Guipúzcoa) por orden de Fernando el Católico, con objeto de defender la frontera castellana de los ataques franco-navarros. Se trata de un Bien cultural de protección especial o media. El castillo dominaba el paso de Behovia, principal paso fronterizo, por lo que también fue conocido como Castillo de Behovia. Fue derribado en 1539 por Carlos I para evitar que los navarros se hicieran fuertes en él, en posibles reconquistas del Reino. Pasó a ser conocido con su actual nombre Gaztelu Zahar, que significa "castillo viejo".

## Arquitectura
Su principal peculiaridad es su diseño de planta triangular, ideada por Diego de Vera. Cada una de sus caras tiene 22m x 5m, con troneras a una altura baja y a unos 6m de altura, correspondiéndose a un segundo piso, y están rematadas con cubos de planta circular de 21m de diámetro, con sus propias troneras también. Está realizado en mampostería caliza cementada con cal y revestida de sillería, por lo que sus muros fueron gruesos. El acceso al castillo se realizaba por una puerta en la cara meridional.
Actualmente se conservan solo dos caras en toda su longitud y en altura 9m. También se ha conservado uno de los cubos y restos de los otros dos.

## Historia
Como parte de las operaciones para reconquistar el reino de Navarra recién conquistado por Fernándo el Católico, en 1512, un ejército franco-navarro invade Guipúzcoa ocupando entre otras ciudades Irún. Aunque esta ocupación no duró demasiado, un noviembre de ese mismo año se decide levantar en lo alto de la colina cercana al paso de Behobia un castillo para que las tropas francesas no pudieran atravesar el río Bidasoa. Para 1518 ya había sido construido y encomendado a Hernán Pérez de Yarza.
En octubre de 1521, el ejército franco-navarro conquistó Fuenterrabía y de paso las tropas del almirante francés Bonnivet sin apenas bajas, ni resistencia. Pero en junio de 1522, deciden abandonar el castillo y destruirlo, ya que era difícil de defender. Cuando estaban a punto de volarlo, llegaron las tropas castellanas del capitán Ochoa Sanz de Asua y lo evitaron tomando el castillo durante la Batalla de San Marcial, ya en 1522, aunque dejándolo en peores condiciones por los duros combates librados. Por esta razón en 1539, Carlos V ordena su derribo, que es llevado a cabo en 1542. La mayoría de los sillares de la estructura se reutilizaron en las murallas de Fuenterrabía.
Esteban de Garibay lo contó así:
Aunque la Villa de Fuenterrabia era poseída de franceses, el castillo de Beovia habiéndole cobrado de su poder por la orden sobredicha, estaba por Alcaide el dicho Capitán Ochoa de Asua, con algunos soldados, los más de ellos jubilados por ser de edad. Los franceses, deseaban tomar a su poder el castillo de Beovia, porque además del daño y estorbo que en el Paso Real de Francia para estos reinos les causaba, sentía a aprobio, que teniendo ellos Fuenterrabia, viese tornado a poder de los españoles media legua de aquella Villa esta fortaleza, guardada con tan poca gente, por la espalda y a favor que los naturales de Irún Uranzu, en cuyo distrito cae aquella fortaleza, les hacían. 